# 國際文化紀念物與歷史場所委員會
國際文化紀念物與歷史場所委員會（又译为國際古跡遺址理事會，縮寫：ICOMOS）是文化紀念物保存的國際協會，總部位於法國巴黎。

## 历史
1965年在波蘭華沙成立，為聯合國教科文組織下的委員會。

## 相關連結
- ICOMOS（页面存档备份，存于）